# وستسید (آیووا)
وستسید (به انگلیسی: Westside) شهری در ایالت آیووا کشور ایالات متحده آمریکا است که جمعیت آن در سرشماری سال ۲۰۱۰ میلادی، ۲۹۹ نفر بوده‌است.